# Olomouci kerület
Koordináták: é. sz. 49° 43′ 41″, k. h. 17° 08′ 47″49.728056°N 17.146389°E
Az Olomouci kerület (csehül Olomoucký kraj) közigazgatási egység Csehország keleti részén. Székhelye Olomouc. Lakosainak száma 639 033 fő (2005).
Keletről az óramutató járásával megegyező irányba a Morva-sziléziai, a Zlíni, a Dél-morvaországi és a Pardubicei kerület határolja. Északon az Alsó-sziléziai vajdasággal és az Opolei vajdasággal (Lengyelország) szomszédos.

## Járások
2005. január 1-jétől, a legutóbbi kerülethatár módosítás óta területe 5267 km², melyen 5 járás osztozik:
| Név (Cseh név)                     | Jel        | Székhely  | Népesség (fő) | Terület (km²) | Népsűrűség (fő/km²) | Községek száma |
| ---------------------------------- | ---------- | --------- | ------------- | ------------- | ------------------- | -------------- |
| Jeseníki járás (Okres Jeseník)     | JE         | Jeseník   | 41 255        | 719           | 57                  | 24             |
| Olomouci járás (Okres Olomouc)     | OC, OL, OM | Olomouc   | 231 843       | 1 620         | 143                 | 96             |
| Přerovi járás (Okres Přerov)       | PR         | Přerov    | 134 324       | 845           | 159                 | 104            |
| Prostějovi járás (Okres Prostějov) | PV         | Prostějov | 110 214       | 770           | 143                 | 97             |
| Šumperki járás (Okres Šumperk)     | SU         | Šumperk   | 124 405       | 1 313         | 95                  | 77             |

## Legnagyobb települések

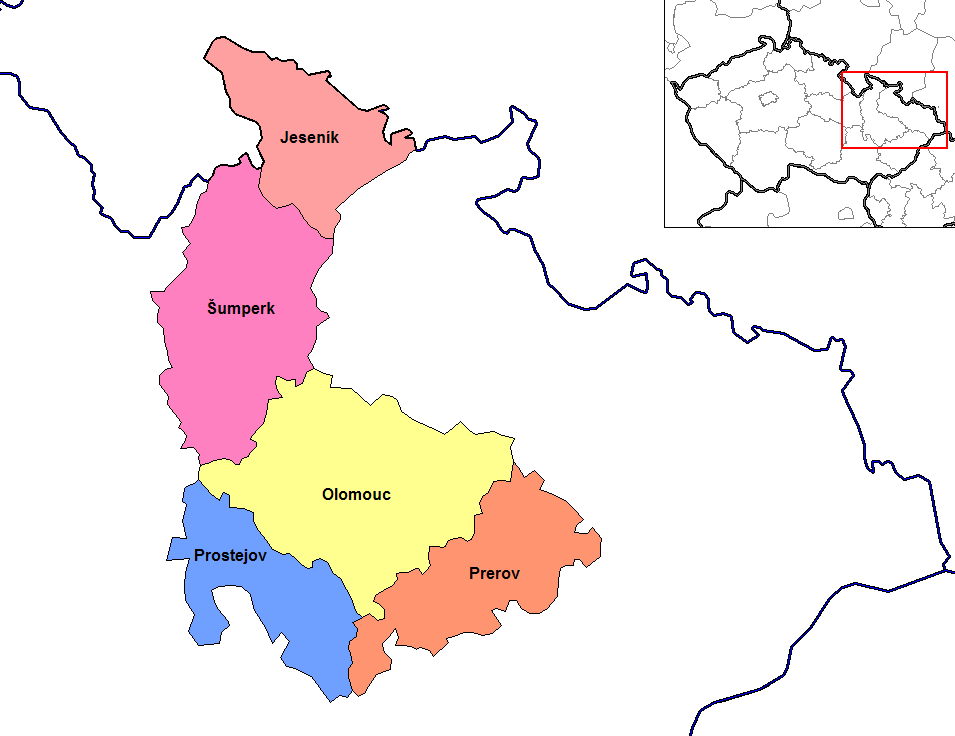
Az Olomouci kerület járásai

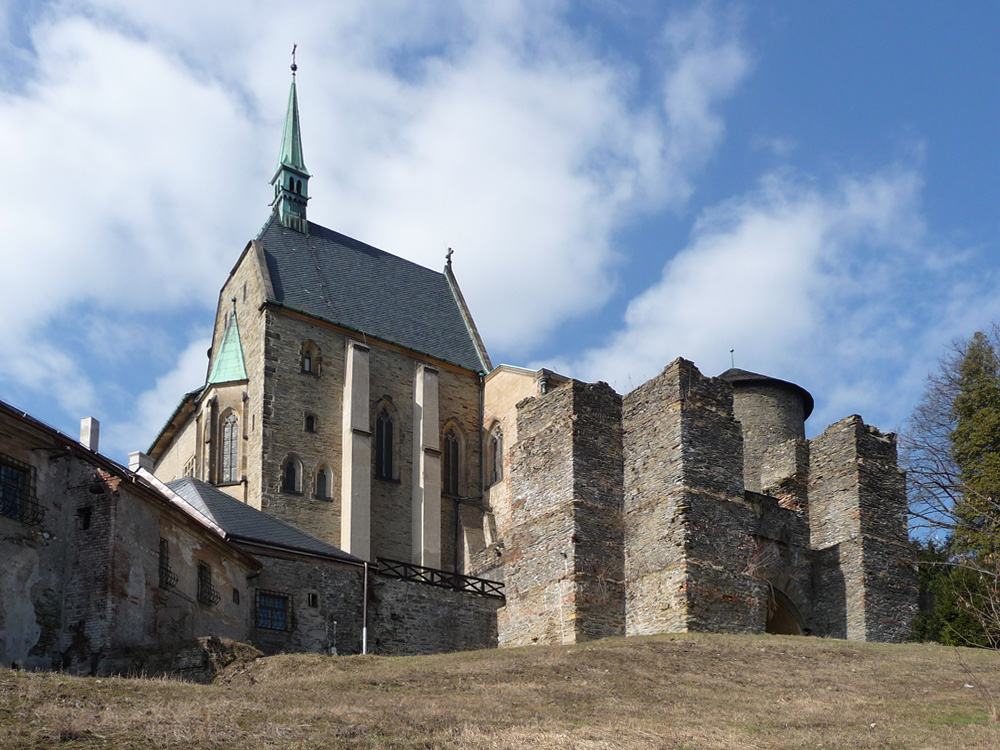
Šternberk vára

| Név               | Lakosság (fő, 2005. december 31.) |
| ----------------- | --------------------------------- |
| Olomouc           | 100.381                           |
| Prostějov         | 47.058                            |
| Přerov            | 46.858                            |
| Šumperk           | 28.196                            |
| Hranice           | 19.525                            |
| Zábřeh            | 14.268                            |
| Šternberk         | 13.872                            |
| Jeseník           | 12.377                            |
| Uničov            | 12.283                            |
| Litovel           | 10.073                            |
| Mohelnice         | 9.734                             |
| Lipník nad Bečvou | 8.421                             |
| Kojetín           | 6.409                             |

## Fordítás
Ez a szócikk részben vagy egészben  az   Olomouc Region című angol Wikipédia-szócikk ezen változatának fordításán alapul.  Az eredeti cikk szerkesztőit annak laptörténete sorolja fel. Ez a jelzés csupán a megfogalmazás eredetét és a szerzői jogokat jelzi, nem szolgál a cikkben szereplő információk forrásmegjelöléseként.
Ez a szócikk részben vagy egészben  az   Olomoucký kraj című cseh Wikipédia-szócikk ezen változatának fordításán alapul.  Az eredeti cikk szerkesztőit annak laptörténete sorolja fel. Ez a jelzés csupán a megfogalmazás eredetét és a szerzői jogokat jelzi, nem szolgál a cikkben szereplő információk forrásmegjelöléseként.